# Bill Haywood, Producer
Bill Haywood, Producer è un cortometraggio muto del 1915 diretto da Tom Mix che ne è anche l'interprete principale. Il film segna l'esordio cinematografico dell'attore teatrale George Fawcett.

## Produzione
Il film fu prodotto dalla Selig Polyscope Company.

## Distribuzione
Distribuito dalla General Film Company, il film - un cortometraggio in una bobina - uscì nelle sale cinematografiche statunitensi il 16 febbraio 1915.
Non si conoscono copie ancora esistenti della pellicola che viene considerata presumibilmente perduta.